# 에런 힐 (배우)
에런 힐(Aaron Hill, 1983년 4월 23일 ~ )은 미국의 배우이다.

## 출연 작품
- 버지니아 미네소타 (2017)
- 무서운 집 (2016)
- 겟 어 잡 (2016)
- 더 나이트 비포 (2015)
- 드래프트 데이 (2014)
- 크리쳐 (2011)
- 워리어스 하트 (2011)
- 퍼펙트 콤비네이션 (2010)
- 트랜스포머: 패자의 역습 (2009)
- 그릭 1 (2007)